# Zdravljenje s pijavkami
Za zdravljenje s pijavkami najpogosteje uporabljamo evropsko medicinsko pijavko (lat.: Hirudo medicinalis - zato se terapija imenuje tudi hirudizem   ). Ostale vrste iz rodu Hirudo, ki se tudi uporabljajo kot medicinske pijavke so še: H.orientalis, H.troctin in H.verbana. 

## Morfologija
Pijavke spadajo h kolobarnikom (so bližnji sorodnik deževnika), so 3 do 5 cm velike (popolnoma razviti odrasli lahko zrastejo tudi do 20 cm), zelene, rjave ali zeleno-rjave. Na obeh koncih imajo sesalke, z eno se držijo na podlago, v drugi pa imajo 3 hrustančne čeljusti s približno 100 majhnimi zobmi. Ob ugrizu pustijo na koži znak – na glavo obrnjen Y v krogu. Ko prebodejo kožo in sprostijo v kri antikoagulante (hirudin) in anestetike, začnejo sesati kri. Velike odrasle živali lahko v enem obroku zaužijejo 10-krat več krvi kot same tehtajo, v povprečju pa je zaužijejo 5-15 ml. Na gostitelju ostanejo od 30 minut do 6 ur. Brez hrane lahko potem preživijo tudi eno leto.
Medicinske pijavke so hermafroditi. Razmnožujejo se spolno, jajčeca odlagajo blizu vode in v senčna, vlažna področja.

## Življenjski prostor in ekologija
Njihov habitat je skoraj celotna Evropa, do Azije (Kazahstan, Uzbekistan). 
Zdaj se njihovo število zmanjšuje – eden od razlogov za to je zmanjševanje njihovega življenjskega prostora zaradi izsuševanja, pa tudi nadomestitev konjev v kmetijstvu (konji so bili njihov ljubši vir hrane) s stroji. Rezultat tega je, da je vrsta zdaj obravnavana kot ogrožena – Evropska medicinska pijavka je zaščitena skoraj na vsem svojem naravnem življenjskem prostoru.

## Medicinska uporaba

### Včasih
Terapija s pijavkami je eden najstarejših znanih načinov izločanja strupov iz telesa. Prva medicinska uporaba pijavk naj bi bila v antični Indiji, leta 1000 p.n.š. Uporabljali so jih za zdravljenje zelo različnih bolezni (glavoboli, ušesne infekcije, hemoroidi)  .
V srednjem veku so jih uporabljali za puščanje krvi (da bi bili telesni sokovi znova v ravnovesju – po Hipokratu).
Germanska ljudstva so jih uporabljala pri zdravljenju vnetij, hematomov, depresij in migrene. Zlata doba terapije s pijavkami je bila v 18. stoletju. V Franciji so pri terapiji bolniku na telo namestili kar 30 pijavk naenkrat. V 19. stoletju so iz Nemčije v Ameriko izvozili 30 milijonov pijavk, prav toliko pa so jih imeli tudi za lastno uporabo.
Ta vrsta terapije je bila izpodrinjena proti koncu 19. stoletja . Jugoslavija je še leta 1950 izvozila 2800 kg pijavk 

### Danes
Uporaba medicinskih pijavk zdaj doživlja preporod v mikrokirurgiji. Uspešno zmanjšajo koagulacijo krvi, sprostijo venski pritisk iz zastajajoče krvi (pri venski insuficienci), pri rekonstrukcijski kirurgiji pa so uporabne, ker stimulirajo cirkulacijo krvi v ponovno pritrjenih delih telesa (prsti, ušesa, nos, noga, roka ). Njihov terapevtski učinek ni zaradi izsesane krvi, temveč zaradi kontinuirane in stalne krvavitve po odstranitvi pijavke.
Pijavke lahko odstranijo zastalo kri in tako preprečijo nastanek gangrene 
Ker je hirudina v pijavkah zelo malo, bi bilo pridobivanje le-tega iz pijavk nesmiselno. Hirudin (in podobne substance) pridobivajo z rekombinantno tehnologijo. Razvili so tudi že »mehanske pijavke«, ki sproščajo heparin in delujejo enako kot medicinske pijavke, vendar pa še niso tržno dostopne.

### Učinki
Antikoagulacijski (hirudin);
trombolitični; 
protivnetni;
vazodilatatorski (histaminu podobne snovi, acetilholin, inhibitorji karboksipeptidaze A);
bakteriostatični in anestetični 

### Bioaktivne substance v medicinskih pijavkah
Hirudin, hialuronidaza, psevdohuridin, destabilaza, apiraza, bdellini, eglini, kininaze, histaminu podobne snovi, kolagenaza, pijavkini prostanoidi, inhibitor kalikreina v plazmi, proteaze, lipolitični encimi, inhibitorji Xa faktorja, trigliceridaze, holesterol esteraze, lipaze 

### Neželeni učinki
Najpogostejši zaplet je podaljšana krvavitev (ki pa jo lahko pozdravimo). Pojavijo se lahko tudi alergijske reakcije in bakterijske infekcije.
Pogost zaplet je tudi pruritus oz. srbečica 

### Postopek
Celoten postopek traja 1-2 uri. Kožo predhodno očistimo, odstranimo vsa kozmetična sredstva in poskrbimo za dobro prekrvavljenost kože.  Bolnik leži, terapevt pa mu med tem na telo nanese 10 pijavk (na otroke manj). Najbolj enostavno jih je nanesti s stekleno cevjo, lahko tudi z roko, nikakor pa ne s pinceto. Potem moramo paziti, da ne bi sama zlezla kam drugam (oči, telesne votline).
Ker lahko prenašajo infekcije, dobimo medicinske pijavke v lekarnah na recept in so za enkratno uporabo. (Rp. Hirudo med. Nr. X). Priporočljivo jih je kupiti nekaj več, saj nekatere ne grizejo rade .
Pijavke nerade grizejo pri: mrzli koži, kadilcih in starejših ljudeh .

### Indikacije za terapijo s pijavkami
Tromboflebitis, posttromboza, fleotromboza;
visok krvni pritisk, hemoroidi, hematomi;
poapnenje žil, artroza, revma, obrabljeni sklepi;
protin;
mišični krči, zvini;
bolečine v križu, glavobol/migrena;
tinitis, vnetje ušesa, šumenje v ušesih;
vnetje žil, krčne žile (varice);
vnetje žolčnih poti, vnetje žolčnika;
turi (tvori)

### Kontraindikacije
Terapija je prepovedana za nosečnice in malčke. Primerna ni niti za bolnike z motnjo strjevanja krvi (npr.  hemofilijo), krvnimi boleznimi (primarne in sekundarne anemije), sladkorno boleznijo, za ljudi, ki jemljejo zdravila za redčenje krvi ali z alergijo na hirudin.
Zdravljenje s pijavkami je kontraindicirano tudi pri pacientih z virusom HIV in AIDSom ter za paciente na imunosupresivih.

## Nevarnosti
Zdravnica iz avstrijskega mesta Korneuburg blizu Dunaja je pri zdravljenju 86-letne ženske uporabila terapijo s pijavkami, ki se prisesajo na telo in pijejo kri. A zdravnica je pri zdravljenju na pacientkino telo položila toliko pijavk, da so starko ubile. Tožilstvo 56-letni zdravnici očita, da pred pričetkom eksperimentalnega zdravljenja ni upoštevala pacientkinih let. Zdravnici, ki zanika vse obtožbe, grozi triletna zaporna kazen. Sodni proces se je sicer pričel že lani, a je bil prekinjen zaradi zbiranja mnenj strokovnih prič o učinkih terapije s pijavkami pri starejših pacientih .

## Zanimivosti
Tudi Demi Moore je privrženka razstrupljanja telesa, ki vključuje pijavke. V Avstriji je opravila več terapij s pijavkami. »To niso bile navadne pijavke, ampak posebne medicinske pijavke. Imajo posebne encime, ki ob ugrizu preidejo v telo. Kmalu po tem se ti popravita zdravje in videz, saj se kri očisti številnih strupov. Postopek je sledeč: preprosto se uležeš v kad z vodo in s pijavkami, ki se ti kmalu prisesajo na telo in začnejo delati. Na začetku sem se počutila prav grozno, saj sem občutila njihove ugrize, v vodi sem zagledala madeže krvi, pijavke pa so se ob tem začele debeliti. Ko se popolnoma napijejo krvi, same odstopijo od tebe,« je Demi Moorova povedala v pogovornem šovu Davida Lettermana.